# Église Saint-Barthélemy de Zétrud-Lumay
L'église Saint-Barthélemy est une église d'origine romane située à Zétrud-Lumay, section de la commune belge de Jodoigne, en Brabant wallon.
Lieu de culte de la paroisse de Zétrud-Lumay, l'église est classée au patrimoine immobilier de Wallonie.

## Localisation
L'église se dresse le long de la chaussée de Tirlemont, à environ 1 km au nord-est du village de Zétrud-Lumay et 5 km au nord-est de Jodoigne. Elle se situe à 500 m au sud de la chapelle Notre-Dame de Bon Secours de Zétrud-Lumay.

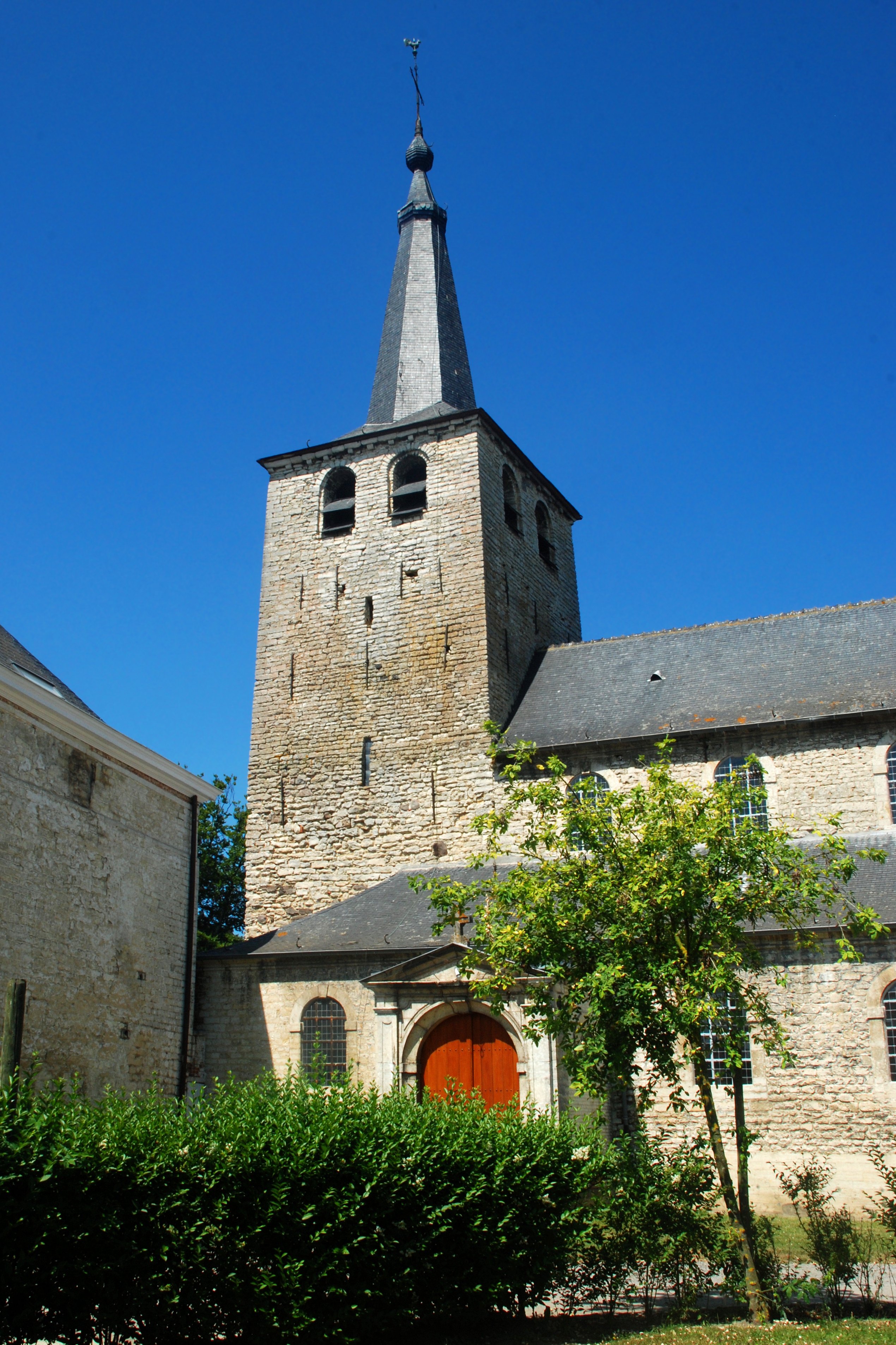
Le clocher d'origine romane.

## Historique
L'église fait l'objet d'un classement au titre des monuments historiques depuis le 30 novembre 1960 sous la référence 25048-CLT-0015-01.